# シェイクスピアズ・シスター

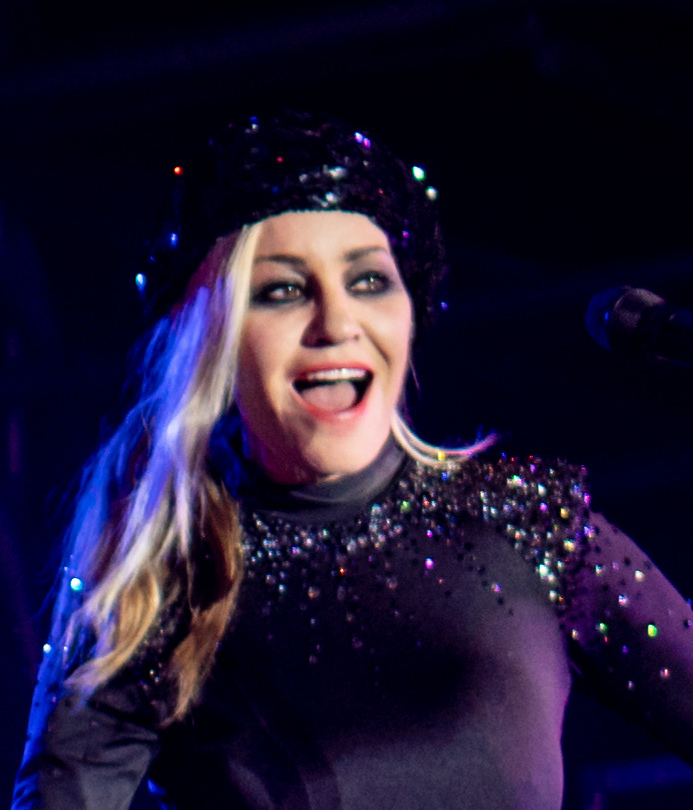
シヴォーン・ファーイ

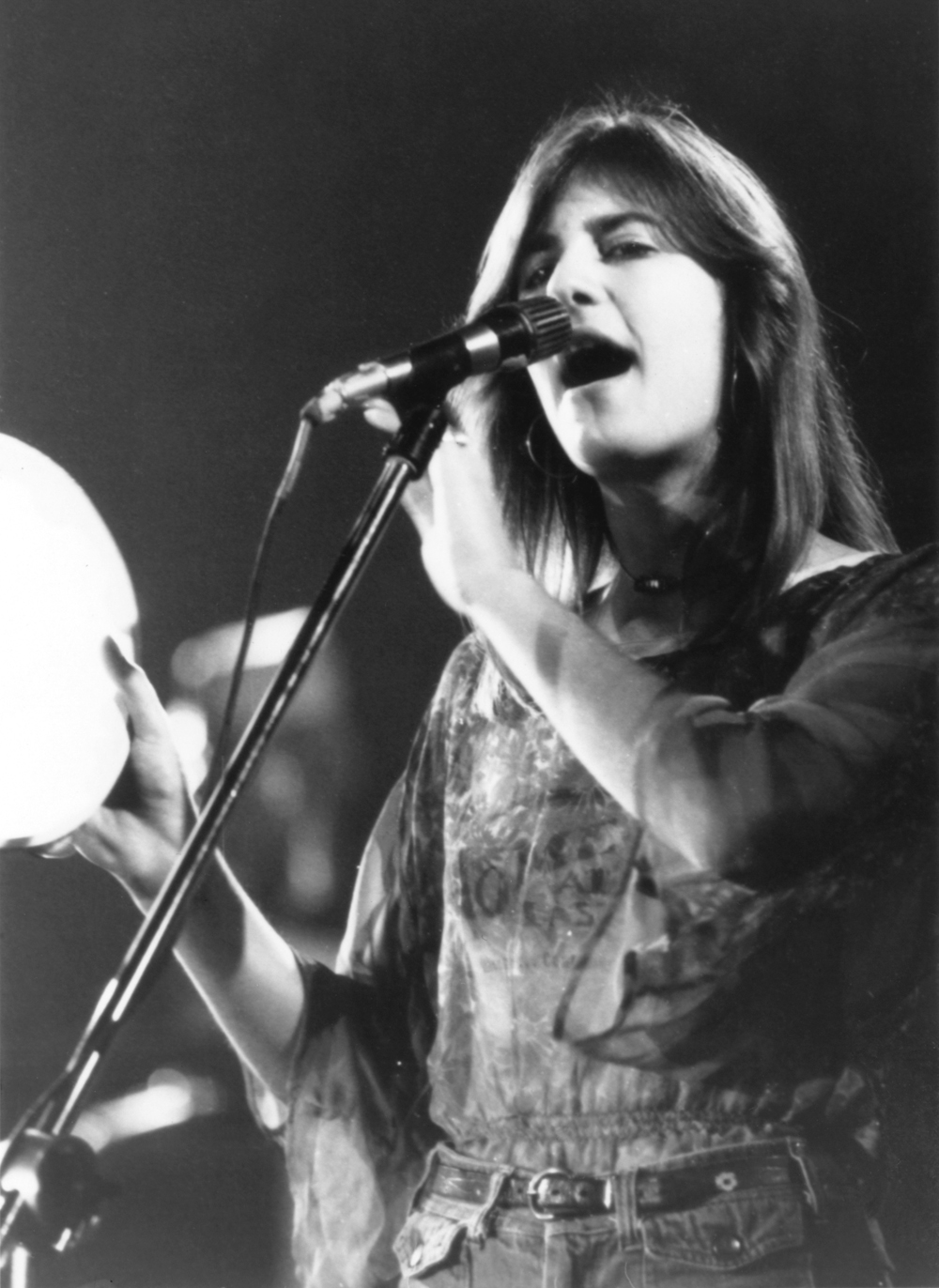
マーセラ・デトロイト

シェイクスピアズ・シスター（Shakespears Sister）は、イギリスのバンド。

## 略歴
1988年、バナナラマを音楽性の不一致から脱退したシヴォーン・ファーイによって結成された。デビュー当初はソロ・プロジェクトであったが、マーセラ・デトロイトがメンバーとして加入しデュオとなる。
1992年、セカンド・アルバム『ホルモナリー・ユアーズ』に収録されたシングル「ステイ」が全英シングルチャートで8週間に渡って1位を記録した他、全米チャートでも4位を記録するビッグ・ヒットとなる。
1993年にはブリット・アワード、アイヴァー・ノヴェロ賞を受賞。
しかしシヴォーンとマーセラの間に確執が生じ、同年にマーセラが脱退、その後は再びシヴォーンのソロ・プロジェクトとして散発的に作品がリリースされる。
シヴォーンとマーセラは脱退から26年もの間、お互い連絡を取り合うことがなかったが、2018年に話し合いの場を持つ。
その結果、2019年にデュオとしての再結成を発表、ツアー及び新曲を含むベスト・アルバム『シングルス・パーティー』のリリースなどを展開する。

## メンバー
- シヴォーン・ファーイ (Siobhan Fahey) - ボーカル (1988年-1996年、2009年-2013年、2019年- ) ※元バナナラマのメンバー
- マーセラ・デトロイト (Marcella Detroit) - ギター、ボーカル (1989年-1993年、2019年- )

## ディスコグラフィ

### スタジオ・アルバム
- 『セイクリッド・ハート』 - Sacred Heart (1989年)
- 『ホルモナリー・ユアーズ』 - Hormonally Yours (1992年)
- 『#3』- #3 (2004年)
- 『ソングス・フロム・ザ・レッド・ルーム』 - Songs from the Red Room (2009年)

### コンピレーション・アルバム
- Long Live The Queens (2005年)
- Cosmic Dancer (2011年)
- 『シングルス・パーティー (1988-2019)』 - Singles Party (2019年)
- Our History (2020年)
  - BOXセット、2019年の再結成ライヴ映像を収録したDVDを含む。

### EP
- 『ライド・アゲイン』 - Ride Again (2019年)